# Universidad Católica de Irlanda

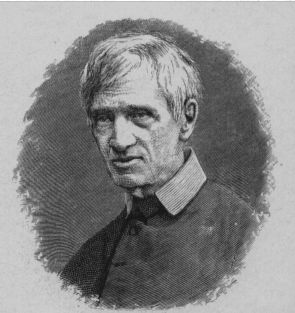
A pesar de la reputación internacional del rector y fundador, John Henry Newman, la universidad no logró incorporar suficientes fondos y estudiantes antes de 1880.

La Universidad Católica de Irlanda (en irlandés ''Ollscoil Chaitliceach na hÉireann'') fue una universidad privada católica en Dublín, Irlanda. Fue fundada en 1851 tras el Sínodo de Thurles de 1850, y en respuesta a la Queen's University de Irlanda y sus colegios asociados que no eran confesionales; el cardenal Cullen había antes prohibido a los católicos asistir a estos "colegios impíos".

## Orígenes
Después del período de emancipación católica de la historia irlandesa, el arzobispo de Armagh intentó proporcionar por primera vez en Irlanda una educación de nivel superior accesible a los seguidores de la Iglesia católica e impartida por católicos. La jerarquía ecleiástica católica exigió una alternativa católica a la Universidad de Dublín/ Trinity College, cuyos orígenes anglicanos se negó a pasar por alto. El clero católico también quería contrarrestar los “colegios sin Dios” de la Queen's University de Irlanda, en las ciudades de Galway, Belfast y Cork. La Universidad de Dublín admitía desde la década de 1780 a católicos para estudiar; sin embargo, una prueba religiosa obstaculizaba los esfuerzos de los católicos en su deseo de lograr la membresía de los órganos de gobierno de la universidad. Así, en 1850, en el Sínodo de Thurles, se decidió abrir una nueva institución en Dublín especialmente para los católicos. Las conclusiones del Sínodo fueron apoyadas por el Papa Pío IX y la Santa Sede dio su aprobación en 1852, y luego emitió una [[encíclica]] el 20 de marzo de 1854 apoyando el establecimiento de la universidad.
El 18 de mayo de 1854 se fundó formalmente la Universidad Católica de Irlanda, con cinco facultades (derecho, letras, medicina, filosofía y teología) y con John Henry Newman (más tarde cardenal) como rector. Las clases comenzaron el 3 de noviembre de 1854, con la inscripción de diecisiete estudiantes, siendo el primero Daniel O'Connell, nieto del notable político católico Daniel O'Connell.
En 1856 se inauguró la Newman University Church.
Como entidad privada, la Universidad Católica nunca recibió una Carta Real, por lo que no podía otorgar títulos válidos y sufría severas dificultades económicas. Newman abandonó la universidad en 1857, después de lo cual la escuela entró en una mayor decadencia. Bartholomew Woodlock fue nombrado rector en 1860 y lo fue hasta que fue nombrado obispo de Ardagh y Clonmacnoise en 1879.
En 1861, el Dr. Woodlock intentó conseguir un terreno para un edificio cerca del Holy Cross College Clonliffe, el establecimiento que se conocería como la Universidad de San Patricio. Los planos fueron elaborados por el arquitecto J. J. McCarthy, y se colocó la piedra fundacional. El cardenal Cullen estaba en contra de educar a laicos y clérigos bajo las mismas premisas. Sin embargo, este plan fue abandonado debido a la ampliación de la línea ferroviaria, y en el lugar se construyeron una iglesia y un monasterio. Bajo el nombre de St. Patrick's University se anunciaban clases nocturnas por parte de la universidad, bajo el nombre del Dr. Woodlock.
En 1863 la Universidad Católica de Irlanda otorgó su primer Doctorado en Divinidad a James Vincent Cleary (profesor y más tarde presidente del St. John's College, Waterford, y futuro Obispo de Kingston, Canadá), utilizando su carta papal para otorgar títulos en teológía.
En 1880 se fundó la Real Universidad de Irlanda. La carta de la Universidad Real otorgaba derecho a todos los estudiantes irlandeses a presentarse a los exámenes de la Universidad y recibir sus títulos. En 1882, la universidad pasó a llamarse University College – Dublin.

## Reconocimiento
La Universidad Católica no era una universidad reconocida ante autoridades civiles ni ofrecía títulos válidos y reconocidos. Newman tuvo poco éxito en establecer la nueva universidad, aunque se habían recaudado más de £250.000 entre los laicos para financiarla. Si bien conservaban el dinero de la fundación en un fideicomiso, en 1859 la jerarquía del clero envió la mayor parte de los fondos para apoyar una brigada Irlandesa –dirigida por Myles O'Reilly– para ayudar a defender Roma en la Segunda Guerra de Independencia Italiana.

Newman dejó la universidad en 1857. Según Lytton Strachey :
Al final se dio cuenta de algo más: vio que todo el proyecto de una Universidad Católica había sido desarrollado como un arma política y eclesiástica contra los Queen's Colleges de Peel, y eso era todo. Como instrumento de educación, simplemente fue motivo de burla; y él mismo había sido llamado porque su nombre sería un activo valioso en un juego de fiesta. Cuando comprendió esto, renunció a su rectorado y regresó al Oratorio.
Posteriormente la escuela entró en una grave decadencia; en 1879 sólo se habían matriculado tres alumnos. La situación cambió en 1880 cuando se creó la reconocida Universidad Real de Irlanda y los estudiantes de la Universidad Católica tuvieron derecho a presentarse a los exámenes de la Universidad Real y recibir sus títulos.
Después de las reformas de 1880, la Universidad Católica estaba compuesta por una serie de colegios que la constituían, entre ellos el St Patrick's College, Maynooth y la Cecilia St. Medical School (véase más abajo), y gran parte de la universidad original se fusionó con otro de sus colegios, el University College, Dublín. Tras la Ley de 1879, todos los colegios católicos, incluidos Carlow College, Holy Cross College y Blackrock College (el colegio francés), pasaron a depender de la Universidad Católica. Posteriormente, otras escuelas/seminarios como St. Kieran's College, Kilkenny, St Ignatius College SJ Temple St., Dublín, y el Carmelite College, Terenure se afiliaron a la Universidad Católica y, de ahí, a la nueva Universidad Real.
El University College pasó al control a los jesuitas en 1883, cuando albergaba las facultades de la Universidad Católica, excepto la de medicina.

## Facultad de Medicina de la Universidad Católica
La Facultad de Medicina de la Universidad Católica comenzó a impartir clases en noviembre de 1855 (un año después de que se fundara la Universidad Católica de Irlanda), en Cecilia Street, Dublín. El reconocimiento de sus graduados por parte de instituciones acreditadas aseguró su éxito, a diferencia de la Universidad Católica asociada. Esto garantizó que la facultad de medicina se convirtiera en más exitosa de la Universidad Católica y en 1900 se había convertido en la facultad de medicina más grande de Irlanda. En 1880 se convirtió formalmente en parte de la Universidad Católica de Irlanda (los estudiantes ahora rendían exámenes ante la Universidad Real de Irlanda), cuando Francis Quinlans (Univ. Dublín), profesor de Materia Médica y Farmacia, también era decano de la Facultad en Cecilia Street, la Universidad Católica de Irlanda pasó a llamarse University College Dublin en 1882.
Las reformas de 1908 reconstituyeron la Facultad de Medicina de la Universidad Católica como del University College de Dublín, y el Dr. DJ Coffey, MB, graduado de la facultad de medicina y profesor de Fisiología de la Facultad de Medicina de la Universidad Católica, sucedió a William Delany SJ y se convirtió en el primer presidente del University College de Dublín tras la creación de la Universidad Nacional de Irlanda. En 1931 la escuela se trasladó a Earlsfort Terrace.
Sir Christopher Dixon sirvió como Decano desde 1900 hasta 1905, cuando fue sucedido por el Dr. Coffey.
En 1897, la Dra. Eva Jellett, miembro de la Iglesia de Irlanda, asistió a conferencias en Cecilia Street. Dado que el Trinity College (del que su padre era rector) no admitía mujeres para estudiar, se trasladó a Trinity en 1904 cuando a las mujeres se les permitió estudiar allí. De igual manera la doctora y misionera anglicana Marie Elizabeth Hayes estudió en Cecilia St.

## Universidad Nacional de Irlanda, 1909
En 1909, la Universidad Católica llegó a su fin con la creación de la Universidad Nacional de Irlanda, con el University College Dublin como uno de sus integrantes. No obstante, la Universidad Católica de Irlanda siguió siendo una entidad legal hasta 1911.En 1915, la Universidad Nacional de Irlanda otorgó doctorados honorarios a varios exalumnos de la Universidad Católica de Irlanda.